# Accumer Mühle

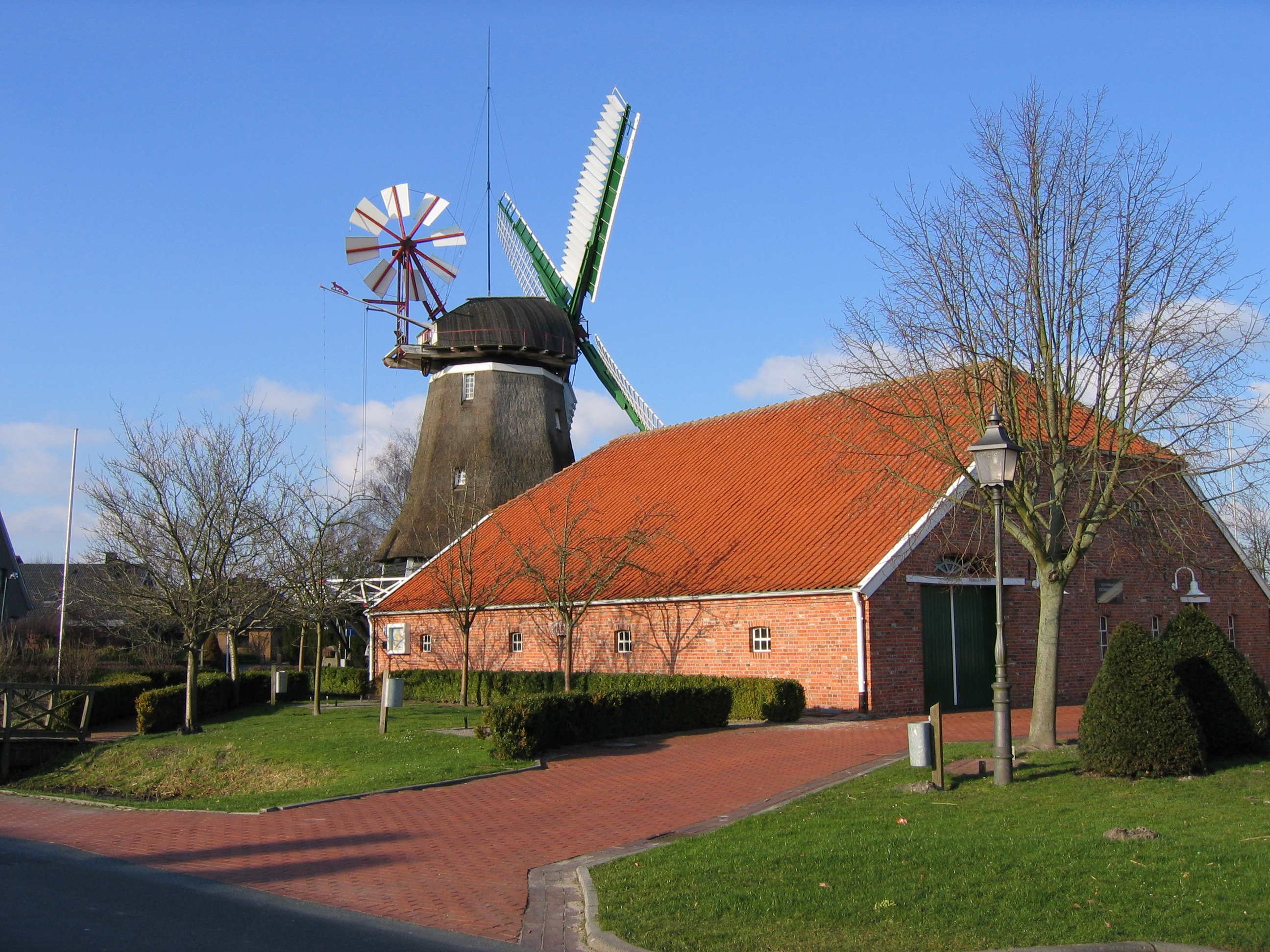
Die Accumer Mühle mit der Mühlenscheune

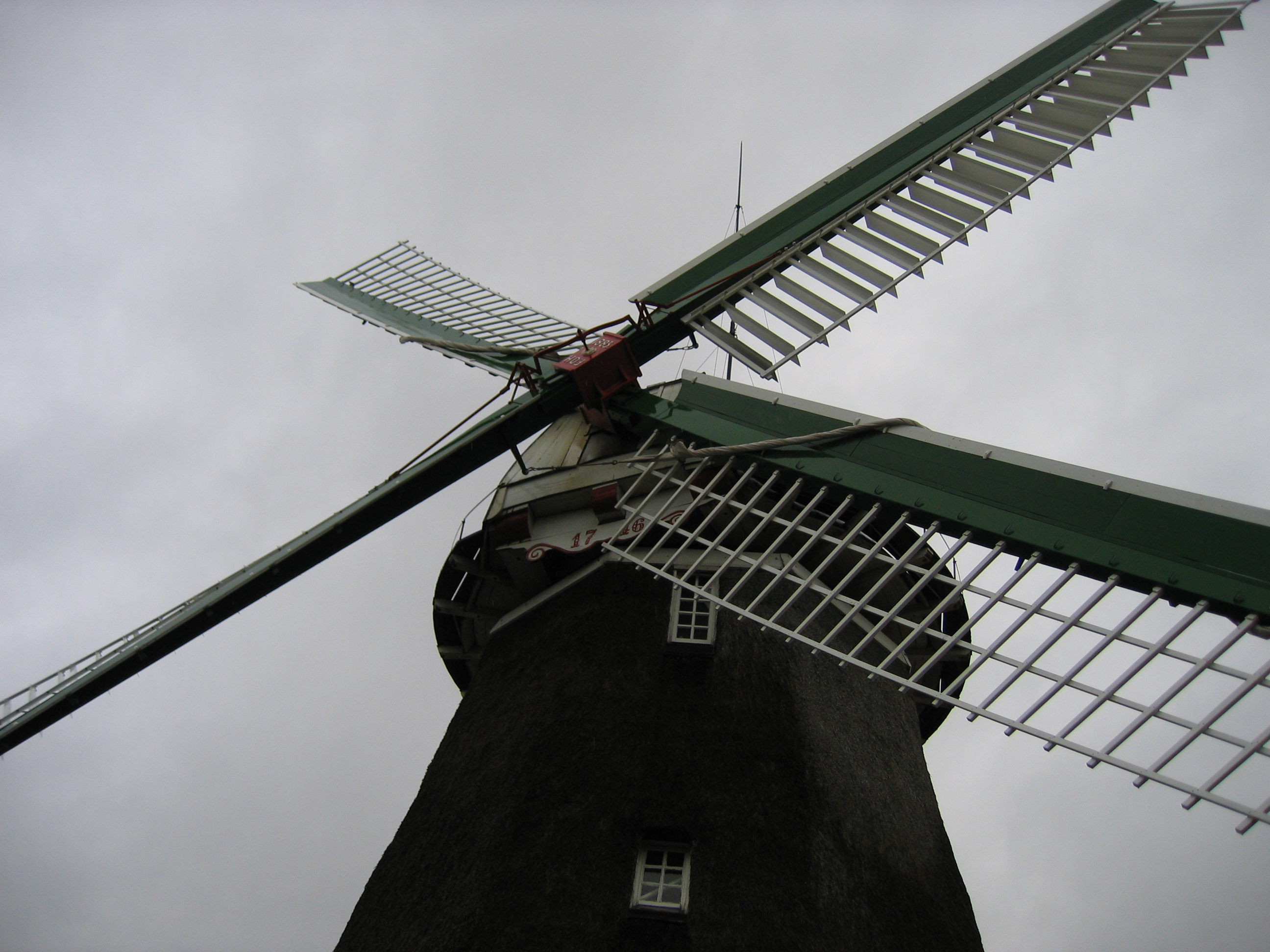
Detaillierte Ansicht der Flügel

Die Accumer Mühle ist eine Galerieholländerwindmühle im Schortenser Stadtteil Accum. Sie wurde 1746 errichtet und ist heute in einem voll funktionsfähigem Zustand. Der Erhalt und Betrieb der Mühle wird durch den Mühlenverein Accum e. V. sichergestellt.
Die Mühle hat eine Höhe von 18 Metern bis zur Oberkante der Kappe. Der Durchmesser des Flügelkreuzes beträgt 22 Meter. Sie verfügt über zwei Mahlgänge, einen Maschinenmahlgang, einen Peldegang sowie einen Walzenstuhl.

## Geschichte
Die heutige Accumer Mühle wurde 1746 durch die Mühlenbauer Wiebrand Ehmen und Hinrich Hinrichs errichtet. Sie ersetzte eine alte Bockwindmühle, die bei der Pingelei etwas außerhalb von Accum lag. Accum gehörte 1746 zur Herrschaft Varel und Kniphausen. Wie aus dem Gründungsstein der Mühle hervorgeht, übernahm die damalige Landesherrin Charlotte Sophie von Bentinck, eine geborene Aldenburg, die Schirmherrschaft:

„Du hast recht, hier siehst Du keine die Maße der sich stolz brüstenden ägyptischen Pyramiden erreichende Masse, aber einen Mühlstein, der sie an Nützlichkeit überragt. Ich wurde errichtet unter der Schirmherrschaft der Reichsgräfin Charlotte Sophie von Bentinck, geb. Gräfin von Aldenburg, Herrin von Varel, Kniphausen und Dorwerth, 1746 nach Christus.“

Zunächst besaß die Mühle noch keine Windrose, sondern einen Steert, der 1890 durch die Windrose ersetzt wurde. 1962 war die Mühle noch völlig intakt und wurde von der Müllerfamilie Leerhoff bereits in der dritten Generation betrieben. Bei der Sturmflut 1962 und weiteren Stürmen wurde die Mühle stark beschädigt und musste umfangreich repariert werden. Im Sommer 1977 wurde mit der Erhaltung der Mühle durch den Heimatverein Schortens begonnen. Dabei wurden mit finanzieller Unterstützung unter anderem der Gemeinde Schortens, des Landkreises Friesland und der Oldenburgischen Landschaft die Flügel, Antriebsräder, das Fundament, die Jalousienklappen, Brüstungswände sowie Türen und Fenster erneuert. 1986 wurde die Mühle von der Familie Leerhoff an die Gemeinde Schortens verkauft und ist seitdem im Besitz der Gemeinde bzw. Stadt. Im Sommer 1987 wurde der Arbeitskreis Accumer Mühle des Heimatvereins Schortens gegründet. 1988 wurde die zur Mühle gehörende Scheune umfassend renoviert und im Sommer 1990 das Backhaus errichtet.
Nach der Erneuerung der Scheune und der Errichtung des Backhauses stand wieder die Mühle selbst im Mittelpunkt des Interesses und so wurden 1990 die beiden oberen Böden der Mühle komplett erneuert. Im Herbst 1991 begannen die Arbeiten an der Kappe, dazu wurden die Flügel entfernt und die Kappe von der Mühle abgenommen. Die Arbeiten an der Kappe waren im Sommer 1992 abgeschlossen und im September 1992 konnten Kappe und Flügel wieder an der Mühle montiert werden. 1993 wurden der Fußboden des Mehlbodens erneuert sowie weitere Reparaturarbeiten durchgeführt und der Hauptmahlgang sowie der Elevator überholt. Auch die Reetverkleidung im oberen Teil der Mühle wurde komplett ersetzt. Am 15. Dezember 1993 wurde der Arbeitskreis Accumer Mühle e. V. als eigenständiger Verein gegründet. An Pfingsten 1994 wurde die Mühle offiziell eröffnet. 1995 waren auch die Arbeiten am zweiten Mahlgang abgeschlossen und dieser wurde im September 1995 in Betrieb genommen.
Im Jahr 2007 wurde die Mühle mit neuen Flügeln ausgestattet und der Backofen im Backhaus wurde erneuert.
2017  übernahm der Mühlenverein Accum e. V. den Mühlenbetrieb und die Mühlenerhaltung.

## Mühlenscheune und Backhaus

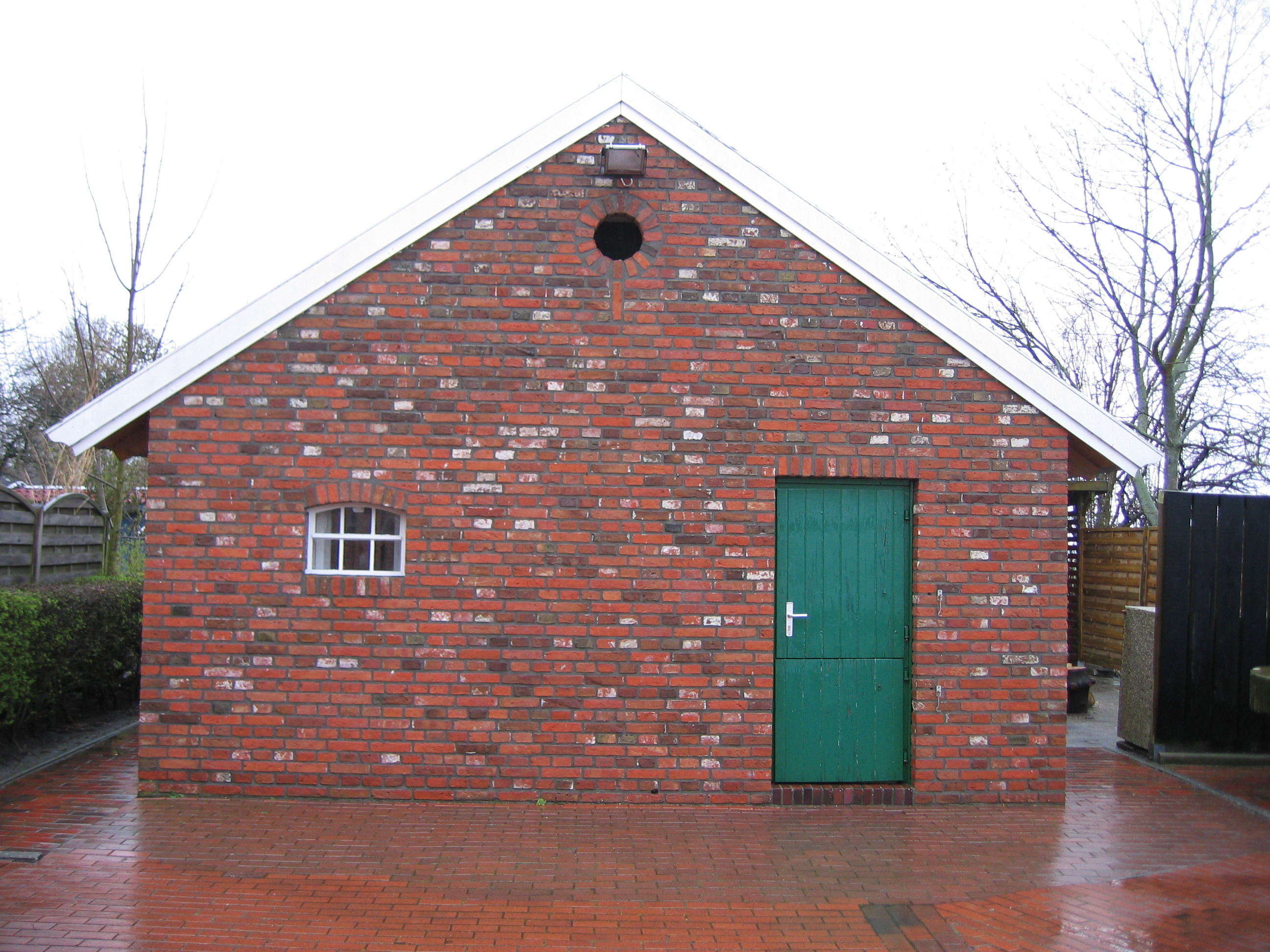
Das 1990 errichtete Backhaus

Direkt neben der Mühle befindet sich die 1846 errichtete und in den Jahren 1988–1989 umfassend renovierte Scheune. Die Scheune wird heute für kulturelle Veranstaltungen und Feste aller Art genutzt und vom Verein betrieben. Die Renovierung der Scheune fand im Rahmen einer Arbeitsbeschaffungsmaßnahme des Arbeitsamts Wilhelmshaven und der Gemeinde Schortens statt.
Das mit einem Tunnelbackofen ausgestattete Backhaus liegt hinter der Scheune und wurde von Mai bis September 1990 in eigener Verantwortung durch den Arbeitskreis errichtet.